# ふたなりカノンちゃん
『ふたなりカノンちゃん』は、有限会社ルートツーの有するDeltaブランドから2008年12月5日に発売された18禁恋愛アドベンチャーゲームである。

## 解説
内気なふたなりの少女が周囲の手により淫乱になるさまを描いたアドベンチャーゲーム方式のアダルトゲームであり、基本的には主人公・カノンの視点で物語が進む。
前述の通り主人公が内気な性格をしているうえに陰鬱なBGMが用いられているため、鬱ゲーや凌辱ものに見えるが、実際は主人公の性欲が暴走する様子を描いていることから、バカゲーとして知られている。

## あらすじ
主人公・東雲カノンは自らの股間に男性器が生えるという事態に遭遇した。人に言えぬ秘密を抱えるうちにカノンは引っ込み思案になり、やめられぬオナニーに悩みながらも、生徒副会長として学園生活を送っていた。
ある日、カノンは体育教師の段原 デシオにふたなりであることを知られてしまい、ショックのあまり保健教師・川原マヤの元へと駆け込む。
相談を受けたマヤは落ち込むカノンに対して快楽を教え込む。その結果、カノンの性欲が暴走し、周囲をも巻き込んでいった。

## 登場人物
東雲 カノン（しののめ かのん）
声：風華
本作の主人公。ふたなり故に目立たぬようにしているうちに、臆病で引っ込み思案な性格になってしまった（性別上）女の子。ルックスはよく、クラスメイトからも高い評価を得ている。学園では生徒会副会長を務めている。
白島 マトバ（はくしま まとば）
声：金松由花
カノンの後輩で、カノンに片想いしている。明るく元気で、小さく幼い身体ながら新体操部のエース。生徒会書記も兼任。物語中盤からふたなりになってしまう。
鷹ノ橋 ユキ（たかのはし ゆき）
声：ねこまろ
カノンの同級生で、学園では生徒会の会長を務めている。何かとカノンを気にかけ、彼女を生徒会副会長に推挙した。クールビューティなお嬢様。
川原 マヤ（かわはら まや）
声：おぼれ谷リアス
赴任してきたばかりの養護教諭。自称永遠の25歳。カノンの相談にも乗ってくれる頼れる先生だが、エロ方面に過ぎるところがある。
段原 デシオ（だんばら でしお）
生徒に性的悪戯を犯す体育教師。

## 反響
発売当時、音楽と世界観の乖離を指摘するユーザーの声が相次いだ。
Leonekoはおたぽるに寄せた記事の中で、「音楽と世界観の乖離は魅力ととらえることができ、Hシーンの種類も豊富であるため、ふたなり好きはもちろん、ふたなり初心者にもおすすめである」と評した。